# 吉田達磨
吉田達磨（1974年6月9日—），已退役日本足球運動員，司職中場，現任新加坡國家足球隊主教練。

## 執教生涯
退役后返回柏雷素尔担任青训教练等工作，培养出了工藤壮人、酒井宏树、武富孝介等人才球员。
甲府风林官方宣布，主帅上野展裕离任。前山口雷法主帅吉田达磨担任球队主帅。
5月30日，据“新加坡足球新闻”透露，新加坡足总官方宣布日本籍教练吉田达磨成为新一任新加坡国家队主教练。
新加坡在新加坡国家体育场友赛所罗门群岛，这是新加坡新任主帅吉田达磨的首秀，最终新加坡4-3战胜所罗门群岛。
由于新加坡国家队在吉田达磨指导下在2022年卡塔尔世界杯亚洲区D组的小组资格赛中取得了不错的成绩，因此2月5日与其合同期延长至2022年。

## 外部連結
- 日本職業足球聯賽中的Player statistics （日語）
- J联赛中的Manager statistics（日語）